# Plaza Al-Manara
La plaza Al-Manara se encuentra en Ramala, una ciudad de Palestina en el centro de Cisjordania situada a 10 kilómetros (6 millas) al norte de Jerusalén. Se le ha llamado "uno de los más renombrados espacios públicos de Palestina".
El espacio estuvo en manos otomanas, británicas e israelíes, solo cuando los ayuntamientos palestinos retomaron el control del sitio se reconstruyó un monumento en el lugar del anterior monumento de Al-Manara, dentro de un círculo de tráfico. A medida que la población de Ramalá creció, lo que resultó en problemas de tráfico, Al-Manara fue reconstruida varias veces. En 1999, el municipio nombra un arquitecto Inglés para reconstruir el monumento en el estilo del diseño original.